# Dictionnaire de la langue française

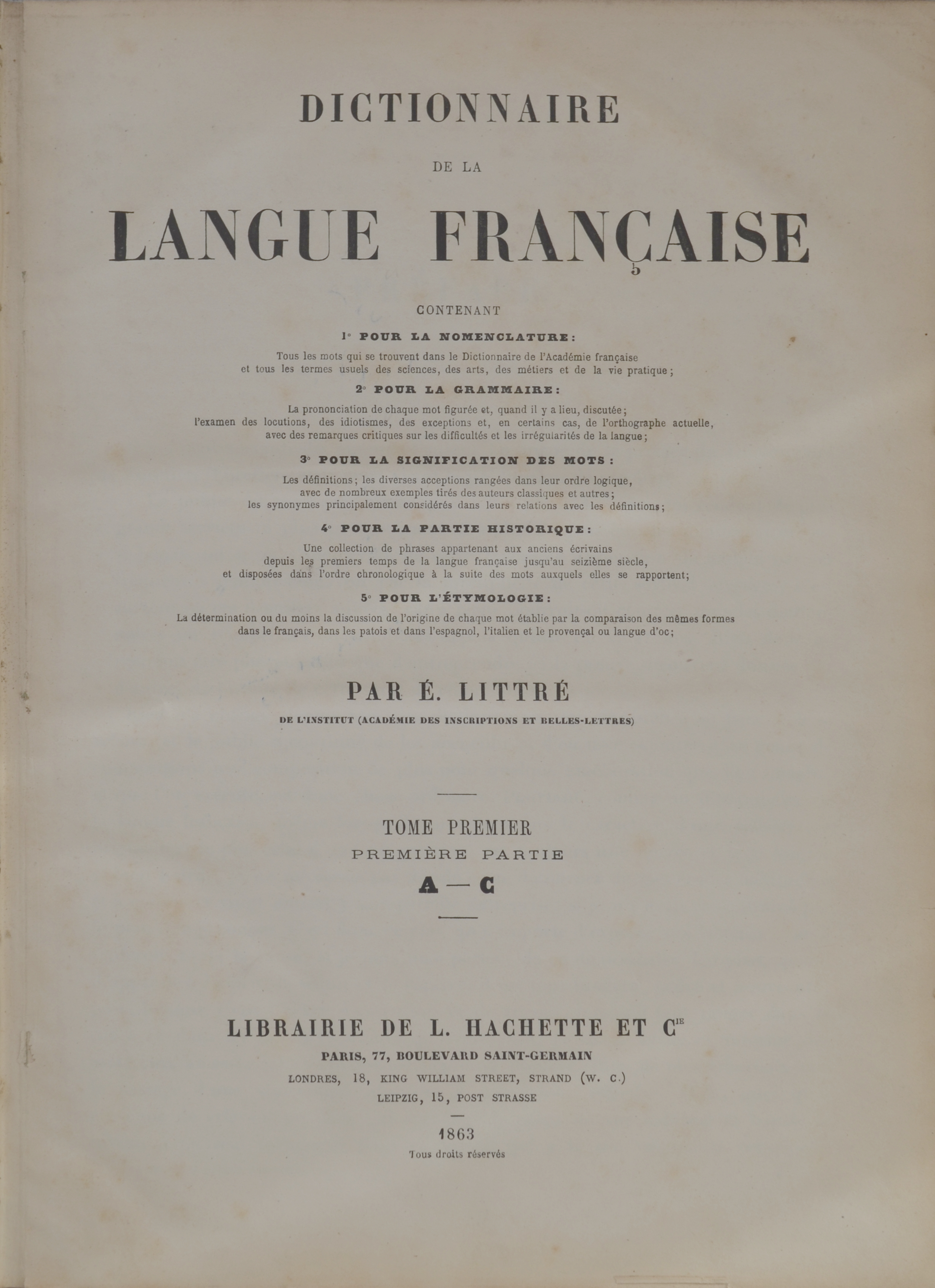

El Dictionnaire de la langue française d'Émile Littré, comunament anomenat simplement "Littré", és un diccionari de quatre volums de la llengua francesa publicat a París per Hachette.
El diccionari es va publicar originalment en 30 parts, 1863–72; una segona edició és de 1872–77. Una altra edició s'informa el 1877, publicada per Hachette.
Hi ha disponible una versió en línia per a PC, Mac i iOS (aplicació per a iPhone, iPad i iPod):  .
El catàleg integrat en línia de la British Library descriu els continguts com: 1o Pour la nomenclature ...: 2o Pour la grammaire ...: 3o Pour la signification des mots ...: 4o Pour la partie historique ...: 5o Pour l'étimologie . .